# Gerhard Zadrobilek
Gerhard Zadrobilek (født 23. juni 1961 i Breitenfurt bei Wien) er en tidligere østrigsk professionel landevejscykelrytter.